# クライシスフォース
『クライシスフォース』は、1991年8月27日にコナミから発売されたファミリーコンピュータ用縦スクロールシューティングゲーム。2人同時プレイ可能。

## 概要
ファミリーコンピュータ用ソフトウェアとしては、後期に発売された作品である。
「ファミコンの限界を越えたスーパーグラフィックス!」とパッケージ裏でうたうように、BGパターンの書き換えを利用した擬似多重スクロールや、それらによって表現された奥行きからの攻撃など、ダイナミックな表現を試みている。
サウンドは拡張音源を搭載していないものの、⊿PCMをパーカッションパートに使用している。コナミの製品としては移植ではないオリジナルのSTG作品では最後となっている。
自機である「オーラウィング」は、フロントオフェンサー、サイドオフェンサー、リアオフェンサーの3つの形態があり、それぞれ違う特徴を持つ。また、それぞれの形態の攻撃方法も2種類ずつあり、これはアイテムキャリアーから出されるパワーアップアイテムの取得によって切り替えることができる。
メモリコントローラにVRC IVを搭載することにより、大容量ROMの使用や、増設された割り込みなどを併用し、前述のような表現を可能としていた。
ゲーム難易度が3つ用意されており、それによりエンディングが変化する。最高難易度は弾幕シューティング張りの様な猛攻を仕掛けてくる。
2面まで遊べる体験版が配布されていた。
自機のオーラウィングは『エアフォースデルタ』（1999年）にもゲスト出演している。

## ゲーム内容

### システム
本作では概要にある通り、オーラウィングを操作する。ショットと、変形、ボタン同時押しによるボムの操作が可能。
オーラウィングは3形態にいつでも変形可能で、それにより攻撃方法が異なる。また、赤および青のパワーアップアイテム取得によりショットが2種類のものに変更できる（赤：スペシャルショット。各形態固有の攻撃。青：ノーマルショット。各形態の通常ショットの連射と弾数強化、一部攻撃方向の威力強化）。
フロントオフェンサー
前進翼のような主翼を持つ鳥の様な形態。前方の攻撃に特化しており、パワーアップにより3発まで同時に高速連射する。スペシャルショットは、左右へ波を描くように進むエネルギー弾を前方に発射し、前方奥を大きくカバーする。ボムは「回転弾」。発動地点に円を描きながら徐々に伸縮するエネルギー弾を発射する。
リアオフェンサー
機首が二股に分かれている昆虫の様な形態。後方の攻撃(前方にも少し攻撃する。最高2発同時)に特化し、パワーアップ(青)により後ろ斜めにも攻撃する。スペシャルショットは、通常と同じく様な強化とともに、自機の周囲を敵弾消去・攻撃判定を持つシールドが回るようになり、パワーアップすると2つに増え大型化する（ショット自体の攻撃性能は青板と比べて若干落ちる）。ボムは「プラックホール弾」。前方にブラックホールの様な設置弾を発射し、一部を除く敵や敵弾を引きこむ。
サイドオフェンサー
マンタの様な姿を持つ爆撃機の様な形態。左右の横方向の攻撃(前方にも少し攻撃する。最高2発同時)に特化し、パワーアップ(青)により左右3発同時発射になる。発射弾数が多いためか、連射速度が遅い。スペシャルショットは、前方に通常ショットの他、左右横に発射した後、前方及び後方の敵の位置へ曲がるレーザーを最高2発まで発射する。ボムは「分身弾」。ワープを行い、その間無敵状態になるほか、ワープ時及び終了時に発生する6つの分身に攻撃判定を持つ(ワープ後は若干無敵が継続)。
敵弾に被弾した場合、自機のパワーアップを初期状態にする代わりに一度無効にすることができる。
ボムはボムアイテム(B表記)の取得で増加。また、ステージクリア時に3つ補充される。ミスした場合は一定数にリセットされる。
合体形態
「合体アイテム」を5つ取得すると巨大な攻撃形態に変身可能。前方へ大量に連射する青い弾と、前後方向に大きく波を描く赤い弾を発射する（2人プレイ時は赤い弾を方向指定して連射する）。
1人プレイでは5つ集めると即変化するが、2人プレイ時は2人のプレイヤー双方で合体アイテムを5つ集めた上で、それそれの自機が接触することで合体する。先にアイテムを多く取ったほうが青い弾と自機の操作を担当、一方が赤い弾の連射を担当する。
合体形態は画面斜め下に表記された数値を消費する時間制で、一定時間で解除。また、被弾した場合は数値を一定数消耗する。合体アイテムを取得すると時間が延長される。

## ストーリー
時は現代、東京の同じ高校に通う双子の兄妹、アスカとマヤ。2人は古代遺跡研究家の両親と、ごく普通の生活を送っていた。ところが、ある日を境に2人は、同じ不吉な夢を見るようになり、それがまさしく現実となってしまった。1万年の時を経て古代国家アトランティスがかつて滅び去った世界各国の古代文明と共に、7つの化け物を復活させたのだ。
アトランティスの未知の兵器を前に、現代の科学ではなす術がなかった。たちまち戦火が世界を覆い､ついに魔の手は日本にまで及んだ。アスカ達の両親も巻き込まれてしまい、息を引き取る寸前に2人はある真実を聞かされた。自分達は本当の両親ではなく、17年前遺跡発掘のために訪れた無人島で、古代ムーの民によって作られたオーラウィングと、その中の生命維持装置で生き残っていた、赤ん坊のアスカとマヤを発見したということを――――。
そう、2人とは1万年前にアトランティスと最後まで戦った、ムーの勇敢な戦士の子供だったのだ。アトランティスが復活した今、自分達の使命に目覚めたアスカとマヤ。他に人類を救える者はいない。
2人は未知なる力を秘めた2機のオーラウィングに乗り込み、暗雲立ちこめる大空へと飛び立った。

## 音楽
BGMは、過去にコナミ矩形波倶楽部で『ドラキュラII 呪いの封印』（1987年）、『トライゴン』（1990年）、『Contra Force』（1992年）を担当した松原健一が手掛けている。長らくサントラ化はされず、2011年9月22日にコナミスタイル限定で発売されたCDBOX『KONAMI SHOOTING COLLECTION』に初めて全曲収録された。

## スタッフ
- プログラム：TOM*CAT（小川光章）、W.TOCOMA（山口誠）
- デザイン：岸本方彰、片上史将
- サウンド：松原健一、まんのやすひこ、中馬淳
- Pデザイン：FUNA-B（ふなびきひろこ）
- スーパー・スペシャル・サンクス：日下進、青山和浩、I.MANO、DOG（船橋淳）、UEKO（上高治己）、営業部

## 評価
- ゲーム誌『ファミコン通信』の「クロスレビュー」では、4・7・6・5の合計22点（満40点）となっており[6][3]、レビュアーの意見としては、「多重スクロールはすごいけど、キャラクターはチラチラだし、自機の操作性は決していいほうじゃない」、「なにしろ演出がハデ。（中略）まだまだファミコンも捨てたもんじゃないなと、ちょっと元気がでた」などと評されている[6]。

- ゲーム誌『ファミリーコンピュータMagazine』の読者投票による「ゲーム通信簿」での評価は以下の通りとなっており、20.3点（満30点）となっている[4]。

| 項目 | キャラクタ | 音楽 | お買得度 | 操作性 | 熱中度 | オリジナリティ | 総合 |
| 得点 | 3.5        | 3.5  | 3.2      | 3.4    | 3.5    | 3.3            | 20.3 |

- ゲームムック『ハード末期に発売された名作ゲーム集』では「ゲームシステムも十分に魅力的だが、高速多重スクロールを実現している背景も見事。FC本体の性能を考えると、驚異的な出来栄えと言える傑作だ」と評されている[5]。